# Vụ xâm phạm nhân quyền Hy Lạp

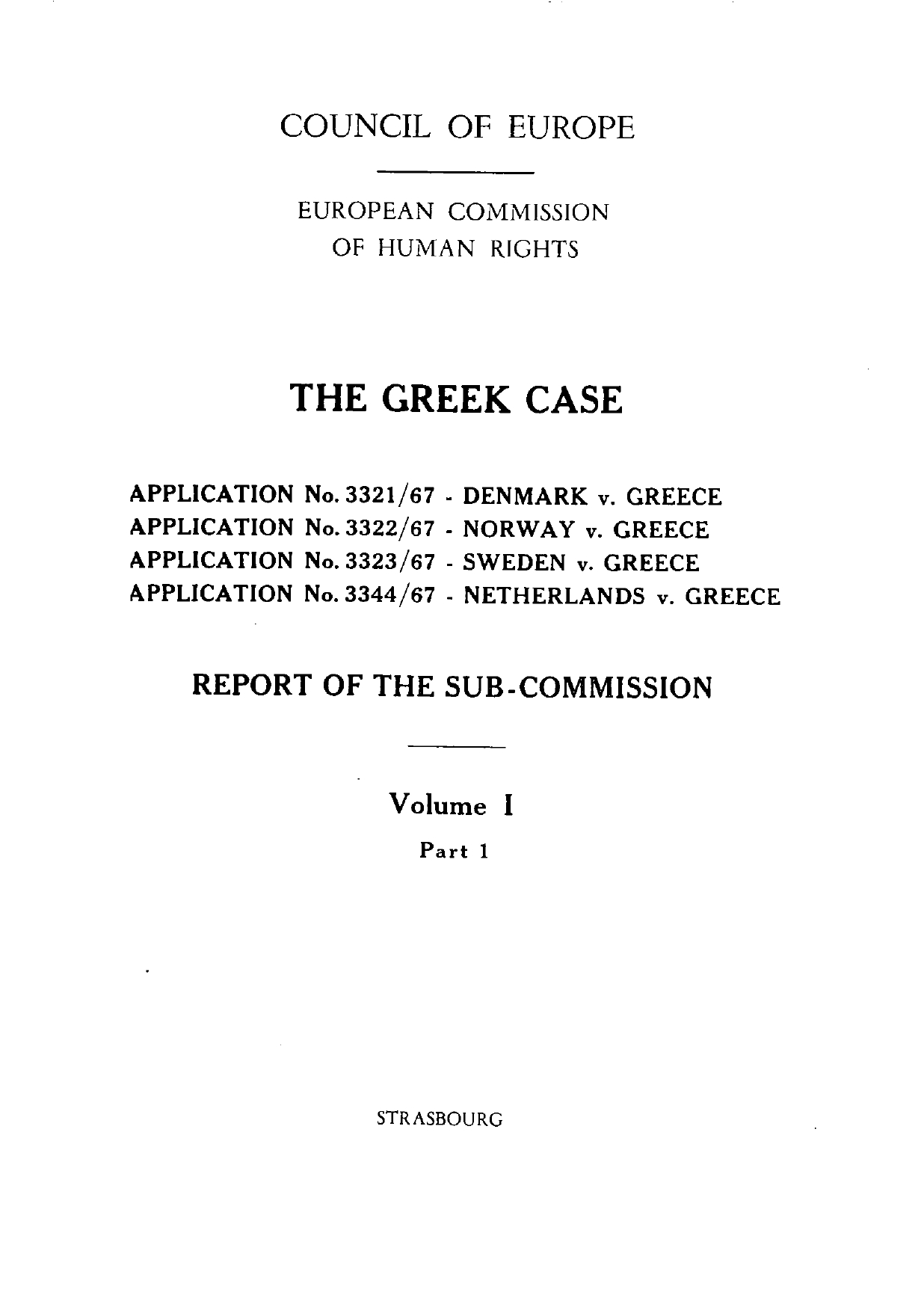
Bản báo cáo của Ủy ban nhân quyền

Tháng 9 năm 1967, Đan Mạch, Na Uy, Thuỵ Điển, cùng Hà Lan tố cáo chính quyền quân sự Hy Lạp làm trái Công ước nhân quyền châu Âu ở Ủy ban nhân quyền châu Âu. Năm 1969, Ủy ban phán có xâm phạm quyền con người nghiêm trọng, kể cả tra tấn; chính quyền Hy Lạp rút khỏi Ủy hội châu Âu. Vụ việc giới báo chí đưa tin rất nhiều, nhà nghiên cứu pháp luật Ed Bates nhận định là "một trong những vụ nổi tiếng nhất trong lịch sử của Công ước".
Ngày 21 tháng 4 năm 1967, một nhóm sĩ quan bảo thủ lật đổ chính phủ Hy Lạp và bắt đầu bắt bớ hàng loạt, thanh trừ phe đối lập, và kiểm duyệt sách báo. Hy Lạp cho rằng Công ước cho phép ra tay để chống lại nỗ lực phá hoại của phe cộng sản, nhưng thủ đoạn của chính quyền nhanh chóng bị Hội đồng Nghị viện Ủy hội châu Âu chỉ trích. Tháng 9 năm 1967, Đan Mạch, Na Uy, Thụy Điển, và Hà Lan đệ trình đơn kiện Hy Lạp giống hệt nhau, cáo buộc chính quyền làm trái hầu hết các điều khoản bảo vệ quyền cá nhân của Công ước. Tháng 1 năm 1968, Ủy ban chấp nhận đơn kiện; tháng 5 cùng năm chấp nhận thêm đơn thứ hai do Đan Mạch, Na Uy, và Thụy Điển đệ trình, tố cáo những vi phạm khác, nhất là tra tấn.
Năm 1968 và đầu năm 1969, một tiểu ban mở các phiên điều trần kín về vụ kiện, thẩm vấn các người làm chứng và phái một đoàn đi tìm hiểu tình hình thực tế ở Hy Lạp, song phái đoàn phải về sớm vì bị chính quyền cản trở. Tiểu ban thu thập hơn 20.000 trang bằng chứng, được tóm tắt lại thành bản báo cáo dài 1.200 trang, hầu hết để chứng minh chính quyền Hy Lạp có tra tấn. Tháng 10 năm 1969, Tiểu ban trình báo cáo lên Ủy ban. Giới báo chí sớm nhận được bản rò rỉ và bắt đầu đưa tin rộng rãi, dư luận châu Âu xoay lưng về Hy Lạp. Ủy ban phán có vi phạm Điều 3 và hầu hết các điều khác. Ngày 12 tháng 12 năm 1969, Ủy ban Bộ trưởng Ủy hội châu Âu xem xét ra nghị quyết chỉ trích Hy Lạp. Ngoại trưởng Hy Lạp Panagiotis Pipinelis thấy rõ sẽ thua phiếu, cho nên lên án Công ước và bỏ ghế. Hy Lạp trở thành nước duy nhất rời khỏi Ủy hội châu Âu; sau khi lập lại dân chủ vào năm 1974 thì gia nhập lại.
Vụ việc cho thấy Công ước không thể hoàn toàn kìm lại việc làm của một nước độc tài không chịu hợp tác, nhưng cũng làm mạnh quy ước, làm cô lập và ô danh có hiệu quả nước xâm phạm quyền con người. Bản báo cáo của Ủy ban xác định hành vi gì là tra tấn, đối xử vô nhân đạo, hạ thấp nhân phẩm, và định nghĩa những khía cạnh khác của Công ước.

## Bối cảnh
Chiến tranh thế giới thứ hai kết thúc, các nước dân chủ châu Âu thành lập Ủy hội châu Âu để bảo vệ quyền con người và ngăn chặn chế độ toàn trị nổi dậy trở lại. Các nước thành viên phải sinh hoạt theo dân chủ và tôn trọng nhân quyền. Năm 1950, Công ước nhân quyền châu Âu được Ủy hội châu Âu thông qua, năm 1953 có hiệu lực. Ủy ban Nhân quyền châu Âu và Toà án Nhân quyền châu Âu được thành lập để xem xét các vụ vi phạm Công ước. Cơ quan Công ước chỉ được chấp nhận đơn kiện nếu người nộp đơn đã dùng hết các biện pháp pháp luật trong nước, nhưng vẫn không bảo vệ được các quyền của hắn.
Hy Lạp là một nước thành viên sáng lập của Ủy hội châu Âu. Năm 1953, Quốc hội Hy Lạp đồng lòng phê chuẩn cả Công ước lẫn nghị định thư thứ nhất. Tuy nhiên, Hy Lạp không cho thưa kiện chính phủ xâm phạm các quyền công dân ở Ủy ban, cho nên chỉ một nước thành viên khác có thể truy cứu trách nhiệm của Hy Lạp bằng cách thay mặt khởi kiện. Mặc dù vậy, Hy Lạp không thừa nhận quyền của Toà án Nhân quyền, vì thế nếu Ủy ban phán có vi phạm thì trách nhiệm giải quyết vụ việc thuộc về Ủy ban Bộ trưởng. Ủy hội châu Âu có quyền điều tra đáng kể, nhưng hầu như chẳng có bất cứ quyền xử phạt nào; cách trừng phạt nặng nề nhất là khai trừ. Năm 1956, Hy Lạp trình đơn kiện nước khác đầu tiên lên Ủy ban, cáo buộc Anh xâm phạm nhân quyền ở Síp thuộc Anh.

### Đảo chính Hy Lạp ngày 21 tháng 4 năm 1967

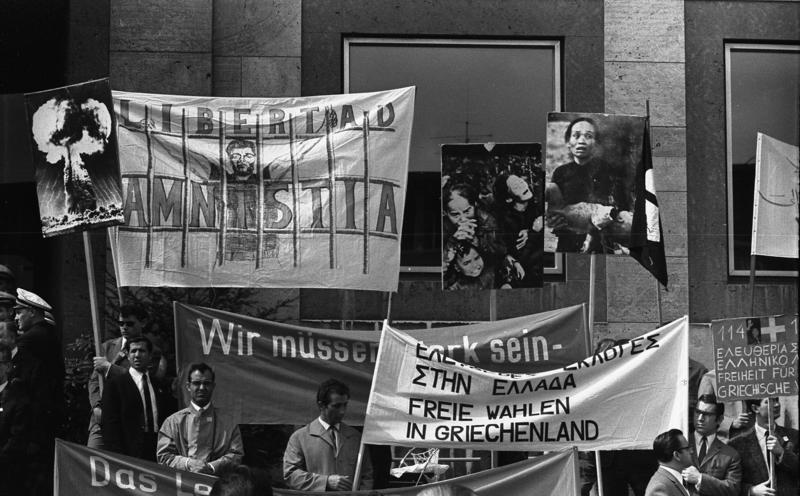
Biểu tình chống chế độ quân trị ở Stuttgart, Tây Đức, ngày 1 tháng 5 năm 1967

Ngày 21 tháng 4 năm 1967, một nhóm sĩ quan bảo thủ lật đổ chính phủ Hy Lạp ngay trước khi bầu cử quốc hội được dự định tổ chức. Chính quyền Hy Lạp mới viện cớ ngăn chặn phe cộng sản cướp quyền hành, dựng nên chế độ độc tài quân trị, huỷ bỏ một số điều hiến pháp bảo vệ quyền con người. Tình trạng khẩn cấp không kì hạn được tuyên bố. Hơn 6.000 người chống đối chế độ bị bắt và bỏ tù ngay; chính quyền cũng dùng các thủ đoạn thanh trừ, thiết quân luật, và kiểm duyệt. Bên ngoài Hy Lạp, người dân châu Âu biểu tình phản đối chế độ. Một tuần sau cuộc đảo chính, một tờ báo Đan Mạch lần đầu đòi đưa Hy Lạp ra Ủy ban Nhân quyền châu Âu.

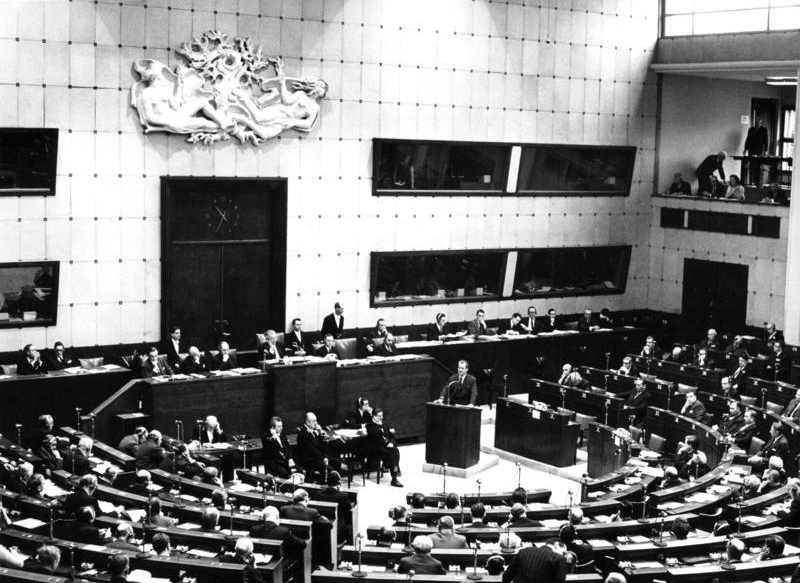
Cuộc họp ngày 24 tháng 1 năm 1967 của Hội đồng Nghị viện Ủy hội châu Âu

Chế độ bị Hội đồng Nghị viện Ủy hội châu Âu chỉ trích dữ dội. Ngày 24 tháng 4, Hội đồng Nghị viện mở tranh luận về tình hình ở Hy Lạp. Các nghị viên Hy Lạp không tham gia cuộc họp được vì chính quyền đã giải tán quốc hội Hy Lạp. Ngày 26 tháng 4, Hội đồng thông qua Chỉ thị 256, đòi biết tin tức các thành viên Hy Lạp, kêu gọi dựng lại dân chủ, quốc hội, hiến pháp, và phản đối "tất cả các biện pháp trái Công ước Nhân quyền châu Âu". Một mặt cả Hội đồng lẫn Ủy ban Bộ trưởng đều không muốn làm xa lánh Hy Lạp, một mặt lờ cuộc đảo chính sẽ tổn hại uy tín của Ủy hội châu Âu.
Ngày 3 tháng 5 năm 1967, chế độ quân trị gửi một bức thư cho Tổng thư ký Ủy hội châu Âu, thông báo ở Hy Lạp có tình trạng khẩn cấp, cho nên được hạn chế quyền con người theo Công ước Nhân quyền châu Âu. Về sau, Hà Lan, Thụy Điển, Na Uy, và Đan Mạch lấy bức thư làm bằng chứng chính quyền không tôn trọng nhân quyền để khiếu nại lên Ủy ban. Đến ngày 19 tháng 9, Hy Lạp mới chịu nói rõ lí do tạm thời bất phục Công ước, quả quyết rằng tình hình chính trị trước cuộc đảo chính cho phép thực hiện các biện pháp khẩn cấp. Ủy ban xem Hy Lạp trả lời quá chậm chạp.
Ngày 22 đến ngày 24 tháng 5, Ủy ban Pháp luật đề nghị nghị quyết khác chống lại chính quyền. Ngày 23 tháng 6, Ủy ban Thường vụ Hội đồng Nghị viện thông qua Nghị quyết 346. Bản nghị quyết nêu rõ Hy Lạp làm trái Điều 3 của Quy chế Ủy hội châu Âu và bày tỏ mong muốn là các bên kí Công ước Nhân quyền châu Âu sẽ đưa vụ Hy Lạp ra Ủy ban Nhân quyền châu Âu, hoặc một mình hoặc cùng nhau. Ngày 10 tháng 9, Hội đồng Nghị viện bàn bạc về văn bản khác do Ủy ban Pháp luật soạn; văn kiện tuyên bố, mặc dù chỉ quyết định của Ủy ban có hiệu lực ràng buộc, Hội đồng Nghị viện không chấp nhận Hy Lạp tạm thời bất phục Công ước.

## Hai đơn

### Đơn thứ nhất
Theo Nghị quyết 346, ba nước thành viên Ủy hội châu Âu là Thụy Điển, Na Uy, và Đan Mạch đệ trình đơn kiện Hy Lạp giống hệt nhau ở Ủy ban vào ngày 20 tháng 9 năm 1967, cáo buộc chế độ quân trị làm trái hầu hết các điều bảo vệ quyền cá nhân của công ước: Điều 5, 6, 8, 9, 10, 11, 13, và 14. Các nước nộp đơn cũng cho rằng Hy Lạp chưa chứng minh được tình hình trong nước cho phép bất phục Công ước. Ba đơn kiện lấy các sắc lệnh thoạt nhìn làm trái Công ước làm bằng cớ và trích lời chê trách chính quyền Hy Lạp trong các cuộc thảo luận trước đó ở Hội đồng Nghị viện. Ngày hôm sau, nhà chính trị Bỉ Fernand Dehousse đề nghị Cộng đồng châu Âu đưa ra đơn kiện Hy Lạp giống vậy. Cộng đồng có thỏa thuận hợp tác với Hy Lạp, không tán thành ý kiến của ông, nhưng đồng ý cắt mọi viện trợ kinh tế. Ngày 27 tháng 9, Hà Lan tham gia vụ kiện, đệ đơn giống y hệt; ngày 2 tháng 10, Ủy ban hợp lại bốn đơn làm một.
Các nước Scandinavia chẳng có cùng tộc với người Hy Lạp và cũng chẳng mưu được lợi buôn bán gì nếu thưa kiện. Động cơ chính chỉ là lương tâm và công luận trong nước. Chủ tịch Ủy ban Max Sørensen nhận định, đây là lần đầu tiên một nước dùng Công ước không phải để làm lợi quốc gia, mà là để gìn giữ di sản của châu Âu, tự do. Đúng thật chưa hề có trường hợp này, song chính sách ngoại giao của Scandinavia bấy giờ tập trung vào bảo vệ quyền con người trên trường quốc tế. Hy Lạp bắt đầu tẩy chay hàng hoá nhập khẩu từ các nước nộp đơn, gây sức ép các ngành xuất khẩu nước ngoài, buộc Hà Lan dừng hăng hái tham gia vào vụ.
Bỉ, Luxembourg, và Iceland tuyên bố ủng hộ hành động của chính phủ Scandinavia và Hà Lan, nhưng sự ủng hộ chỉ dừng ở mức nói. Anh không chịu ra tuyên bố giống vậy, bất chấp nhiều người Anh phản đối chế độ quân trị. Chính phủ Wilson nói rằng "buộc tội Hy Lạp theo Công ước trong hoàn cảnh hiện nay sẽ không giúp ích được gì".
Chế độ quân trị cho rằng Ủy ban không thể chấp nhận đơn kiện vì chính quyền là chính phủ cách mạng, cho nên nằm ngoài quyền hạn của Ủy ban. Hy Lạp lập luận rằng mỗi chính phủ có quyền thi hành các biện pháp đặc biệt trong trường hợp khẩn cấp. Ủy ban bác luận điểm, chỉ chính phủ dân chủ lập hiến được tạm ngưng thực hiện Công ước; hơn nữa, cái "tình trạng khẩn cấp" này là do chính chế độ tạo ra. Ngày 24 tháng 1 năm 1968, Ủy ban chấp nhận đơn kiện.

### Đơn thứ hai
Ngày 24 tháng 11 năm 1967, nhà báo The Guardian kiêm luật sư nhân quyền Cedric Thornberry ra một bài điều tra một số trường hợp tra tấn ở Hy Lạp, cho rằng chế độ hay đánh đập người dân. Ngày 27 tháng 1 năm 1968, Tổ chức Ân xá Quốc tế công bố bản báo cáo xâm phạm quyền con người của hai luật sư Anthony Marreco và James Becket. Họ đã đến Hy Lạp thị sát thu thập bằng chứng và gặp 32 người nói rằng họ bị tra tấn. Ngày 25 tháng 3 năm 1968, ba nước Scandinavia quyết định nộp đơn khác, tố có vi phạm Điều 3, 7, của Công ước và Điều 1, 3 của Nghị định thư 1. Chế độ quân trị lập luận rằng trong nước có đủ biện pháp sửa sai, Ủy ban không nên chấp nhận đơn kiện. Các nước nộp đơn không chấp thuận luận điểm, cho rằng các biện pháp sửa sai "thực ra vừa không đủ, vừa không có hiệu quả".
Ủy ban trỏ ra ba lí do các biện pháp trong nước không có hiệu quả. Thứ nhất, bất cứ ai mà bị tạm giam thì không được đến toà. Thứ hai, nhiều điều hiến pháp về hệ thống tư pháp đã bị treo. Thứ ba, 30 thẩm phán và viên công tố nổi tiếng bị sa thải vào ngày 30 tháng 5, kể cả chánh án toà hình sự và dân sự cao nhất của Hy Lạp, sau khi ra quyết định không vừa ý chính quyền. Toà Hy Lạp rõ ràng không được độc lập, cho nên Ủy ban bác luận điểm là các biện pháp trong nước đủ và có hiệu quả. Ngày 31 tháng 5, Ủy ban chấp nhận đơn kiện.
Cáo buộc tra tấn thu hút thêm sự chú ý về vụ việc ở châu Âu. Hy Lạp phải thay đổi chiến lược bào chữa, vì Công ước rõ ràng nghiêm cấm tra tấn. Từ năm 1968, Ủy ban quyết định lo liệu vụ kiện trước tất cả những việc khác và tiêu gần như tất cả ngày giờ. Ngày 3 tháng 4 năm 1968, thành lập một tiểu ban để xem xét đơn thứ nhất. Cuối tháng 9, tiểu ban mở các phiên điều trần, hai tháng sau sẽ nghe người làm chứng. Hiếm có khi Ủy ban đi tìm hiểu tình hình, nhất là ở nơi có liên quan tới vụ việc, so với các toà quốc tế khác, như Toà án Nhân quyền liên Mỹ.

## Điều tra

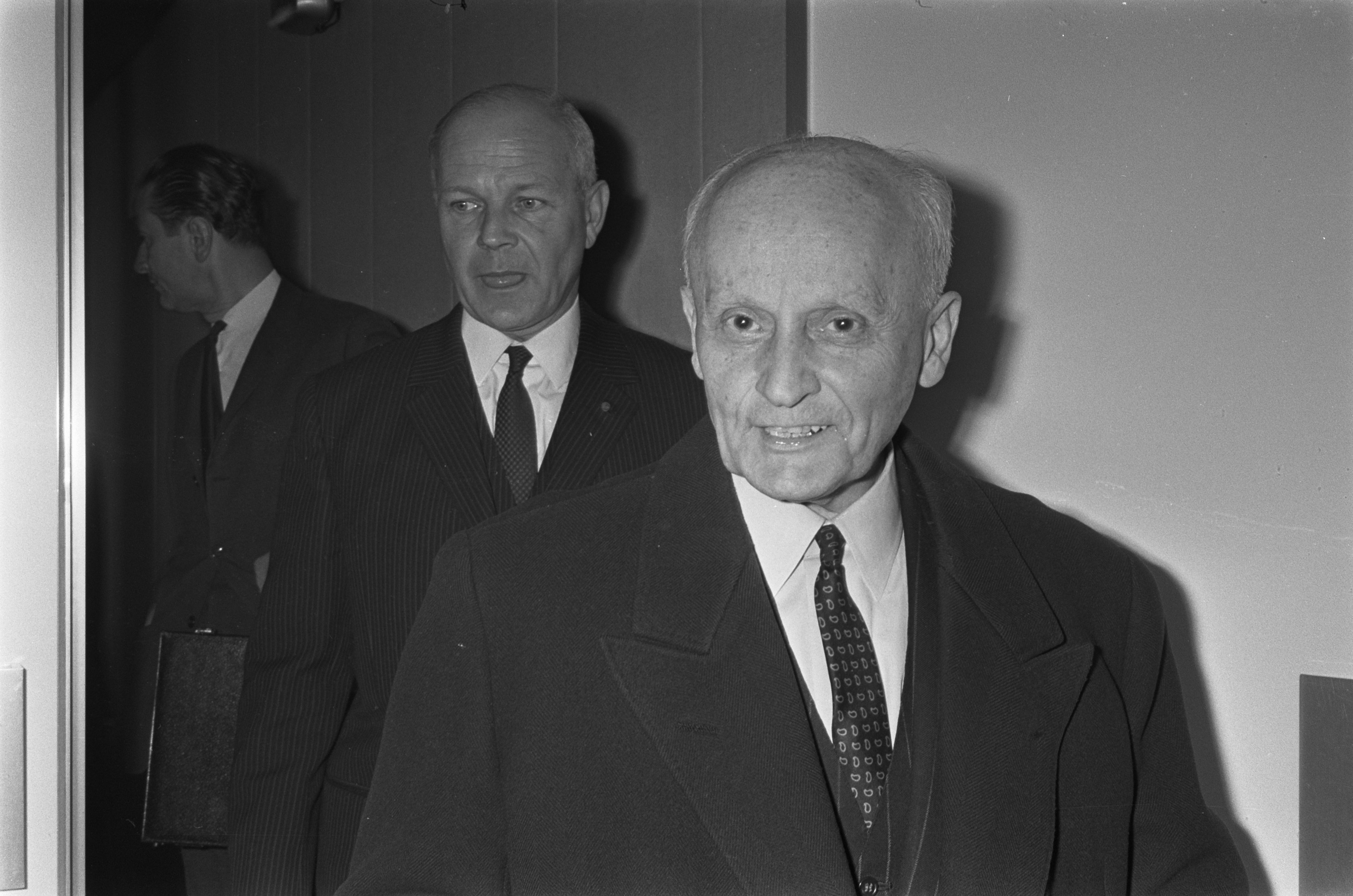
Ngoại trưởng Hy Lạp Panagiotis Pipinelis (bên phải) ở Sân bay Schiphol cùng đại diện của Bộ Ngoại giao Hà Lan, ngày 16 tháng 4 năm 1968

Hy Lạp ngoài mặt thì hợp tác điều tra, nhưng lúc nào cũng cố gắng câu giờ và luôn luôn được Ủy ban cho phép. Bộ trưởng Ngoại giao Panagiotis Pipinelis biết Ủy ban Bộ trưởng là cơ quan có toàn quyền quyết định trong Ủy hội châu Âu, cố gắng để lại ấn tượng là Hy Lạp sẵn sàng cải thiện. Ông tính toán, rời khỏi Ủy hội châu Âu sẽ chỉ tăng thêm sức ép quốc tế chống lại chính quyền, có thể thuyết phục các nước phương Tây bỏ qua các xâm phạm nhân quyền của Hy Lạp. Trong nước, Pipinelis ủng hộ chính thể vua chúa, cố dùng vụ việc để buộc những phần tử cứng rắn trong chính quyền nghe theo kế hoạch của ông: lập lại Vua Constantine và tổ chức bầu cử vào năm 1971. Chính quyền Hy Lạp tìm luật sư ở nước ngoài, nhưng không ai chịu làm. Nhiều luật sư Hy Lạp cũng từ chối bào chữa cho chế độ, trừ Basil Vitsaksis ra. Năm 1969, chế độ quân trị thưởng ông chức vị đại sứ ở Hoa Kỳ.
Cuối tháng 11 năm 1968, những người làm chứng ra điều trần. Mặc dù Ủy ban họp kín, biên bản lưu thường xuyên bị rò rỉ cho giới báo chí. Chính quyền Hy Lạp không cho bất cứ người nào chống đối chế độ ra khỏi đất nước, các nước Scandinavia quyết định mời người Hy Lạp lưu vong làm chứng. Đương lúc Ủy ban họp điều trần, hai người Hy Lạp làm chứng của chế độ trốn đến phái đoàn Na Uy xin tị nạn, nói rằng bị tra tấn và người nhà ở Hy Lạp gặp nguy hiểm. Chế độ quân trị loại họ ngay khỏi danh sách người làm chứng, nhưng Ủy ban vẫn cho phép họ điều trần. Trong hai người, một ra họp; người kia nói rằng đã bị trưởng phái đoàn Na Uy Jens Evensen bắt cóc và trở về Athens.
Tiểu ban thông báo sẽ vào Hy Lạp bắt đầu điều tra vào ngày 6 tháng 2 năm 1969, dời lại đến ngày 9 tháng 3 theo yêu cầu của chính phủ Hy Lạp. Công ước quy định các nước thành viên phải giúp đỡ cuộc điều tra. Ở Hy Lạp, cảnh sát được lệnh bắt giữ Evensen, dán áp phích truy nã, Ủy ban thì sợ các người làm chứng sẽ không mở miệng nếu thấy viên chức của chế độ, cho nên đại diện của hai bên không có mặt ở cuộc phỏng vấn. Chính quyền Hy Lạp có cho một số người ra làm chứng cho Tiểu ban, nhưng cản trở cuộc điều tra và ngăn Tiểu ban tìm hỏi một vài người bị thương tích, nghi là bị tra tấn. Tiểu ban thấy bị cản trở, nhất là không được đến Leros hay Nhà tù Averoff, nơi giam giữ tù chính trị, ngừng chuyến thăm.

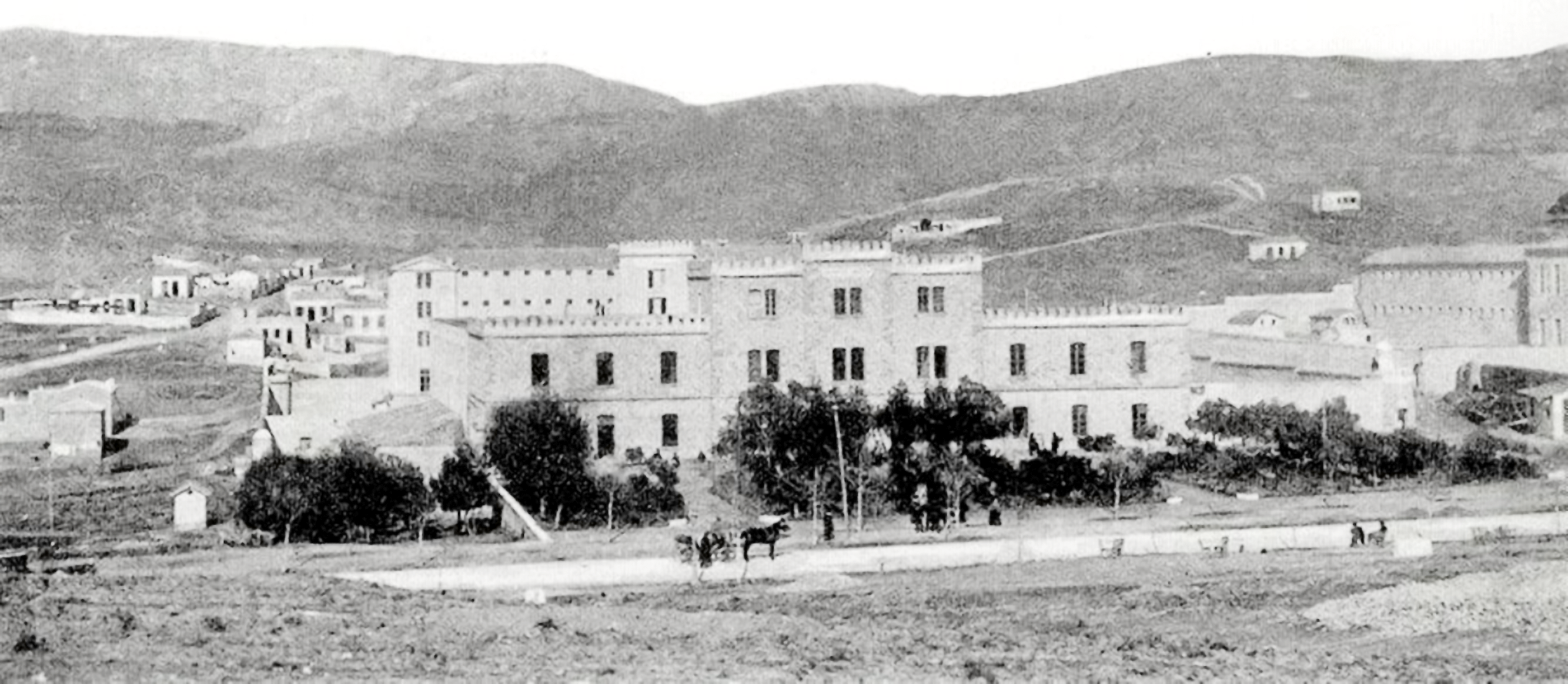
Nhà tù Averoff ở Athens, được Tiểu ban điều tra, ảnh năm 1895

Về sau, Tiểu ban không chịu cho Hy Lạp kéo dài thời gian nữa. Chính quyền ăn miếng trả miếng, không chịu nộp các giấy tờ cần thiết. Nhiều nạn nhân bị tra tấn đã chạy thoát khỏi được Hy Lạp và một số ra điều trần vào tháng 6 và tháng 7; hai bên vẫn không được có mặt. Tiểu ban nghe 88 người làm chứng, thu thập nhiều tư liệu (một số được gửi lén từ Hy Lạp), và chép hơn 20.000 trang biên bản. Trong số các người đưa ra bằng chứng cho Tiểu ban có những nhà báo nổi tiếng, những bộ trưởng của chính phủ trước, kể cả cựu Thủ tướng Panagiotis Kanellopoulos, và những sĩ quan như Konstantinos Engolfopoulos là cựu Tham mưu trưởng Hải quân. Những người nói bị đánh đập trong tù bao gồm sinh viên Nikos Konstantopoulos và hai giáo sư Sakis Karagiorgas và Georgios Mangakis. Viên điều tra của Ân xá Quốc tế Marreco, Becket, và Dennis Geoghegan cũng đưa ra bằng chứng. Chính quyền Hy Lạp mang người phản chứng.

## Nỗ lực dàn xếp êm đẹp
Cuộc điều tra đến gần ngày kết thúc, Tiểu ban xin hai bên ra lời nhận xét chót và bắt đầu cố gắng dàn xếp để cho các vi phạm được sửa một cách êm đẹp; tháng 3 năm 1969, hai bên mở các cuộc đàm phán. Các nước Scandinavia cho rằng không thể sắp xếp êm đẹp được vì Công ước nghiêm cấm tra tấn. Chính quyền Hy Lạp đồng ý cho phép Ủy ban Chữ thập đỏ Quốc tế vào nước dò xét bất cứ lúc nào. Bên đệ đơn kiện đòi có thêm kì hạn tổ chức bầu cử tự do, song chế độ không muốn phải bầu quốc hội. Hai bên đã không thể dàn xếp sự việc được.

## Kết quả điều tra
Ngày 4 tháng 10, Tiểu ban soạn xong báo cáo và trình văn bản lên toàn thể Ủy ban. Ngày 5 tháng 11, bản báo cáo được thông qua. Hầu hết hơn 1.200 trang của báo cáo tập trung vào Điều 3 và 15. Bản báo cáo trình bày lịch sử, việc cần phải giải quyết, thông tin, cách nhìn của Ủy ban, và giải thích lí do không thể dàn xếp sự việc êm đẹp được. Báo cáo được nhiều người khen ngợi vì trình bày sự việc vô tư và đưa ra rất nhiều bằng chứng. Bản báo cáo lấy bằng chứng trực tiếp làm nền móng, không trích dẫn thông tin của các bên ngoài cuộc như Hội Chữ thập đỏ hay Ủy hội châu Âu. Becket khen Ủy ban điều tra kỹ lưỡng các trường hợp tra tấn. Ông nhận định, báo cáo là "thành quả xuất sắc... giọng văn thì sáng suốt, kết luận thì khách quan, vấn đề trước Ủy ban thì được xử lý chu đáo và đầy đủ". Chuyên gia pháp luật A. H. Robertson trỏ ra rằng Ủy ban yêu cầu nguyên cáo chứng thực các cáo buộc, cho nên Hy Lạp có thể đã bác bỏ bằng chứng được đưa ra và thậm chí chứng minh có âm mưu làm mất uy tín của chính phủ bằng cách làm giả nhân chứng tra tấn.
Ủy ban phán Hy Lạp làm trái Điều 3, 5, 6, 8, 9, 10, 11, 13 và 14 cũng như Điều 3 của Nghị định thư 1. Điều 7 của Công ước và Điều 1 của Nghị định thư 1, Ủy ban phán không có vi phạm. Báo cáo đưa ra mười cách cải thiện tình hình nhân quyền ở Hy Lạp, hầu hết về các điều kiện sinh hoạt lúc bị giam giữ, cảnh sát và độc lập tư pháp. Hai cách cuối cùng khuyên cho phép báo chí tự do và tổ chức bầu cử công bằng. Ủy ban mong sẽ thuyết phục được Hy Lạp cam kết với Ủy ban Bộ trưởng sẽ lập lại dân chủ, là mục đích ban đầu của vụ kiện.

### Điều 3

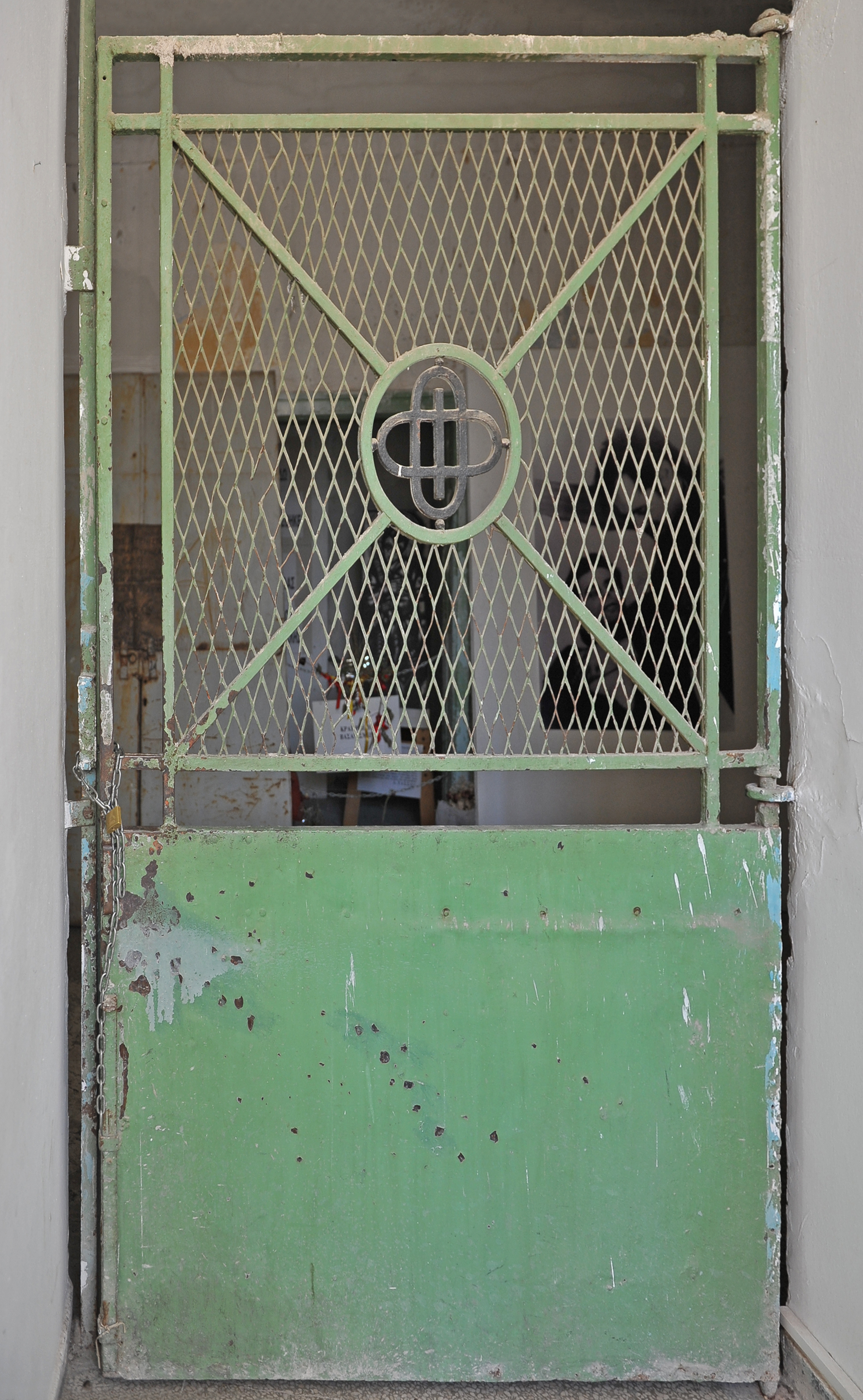
Xà lim của Spyros Moustaklis trong trụ sở Hiến binh Hy Lạp. Moustaklis bị đánh đập đến câm và bị tê liệt một phần.

Hơn 300 trang báo cáo trình bày về Điều 3, xem xét 30 trường hợp cáo buộc có tra tấn dựa trên lời khai của 58 người. Phụ lục của báo cáo liệt kê tên của 213 người được cho là bị tra tấn hay đối xử tệ hại và năm người được cho là bị thương chết; hơn 70 người bị cảnh sát hành hạ ở trụ sở trên Phố Bouboulinas tại Athens. Thông tin và uy tín của báo cáo về Điều 3 bắt nguồn từ việc đi tìm hiểu tình hình ở địa phương. Nhà nghiên cứu pháp luật Isabella Risini viết rằng bản báo cáo tỏ ra nạn nhân đã bị tra tấn và đối xử tồi tệ như thế nào. Ủy viên Philip O'Donoghue sau đó nói rằng không có lời mô tả nào có thể cung cấp nhiều thông tin bằng việc nghe tận tai trên Phố Bouboulinas.
Trong 30 trường hợp, 16 được điều tra đầy đủ, có 11 có thể chứng minh không có một chút ngờ vực. 17 trường hợp còn lại không xác định được vì chính quyền cản trở cuộc điều tra, bao gồm hai có "dấu hiệu" tra tấn, bảy là "nhìn qua cũng biết được", và tám có "dấu hiệu mạnh" tra tấn. Cách tra tấn thường dùng nhất là đánh lòng bàn chân, nạn nhân ngồi trên ghế hay băng ghế dài, hoặc có hoặc không có mang giày. Những phương pháp tra tấn khác bao gồm đánh đập toàn thân, giật điện, đánh cơ quan sinh dục của nam, nhỏ nước lên đầu, giả hành quyết và doạ giết. Ủy ban cũng xem việc hành hạ tâm lý, tinh thần là tra tấn và coi tình trạng quá đông đúc, mất vệ sinh, thiếu chỗ ngủ, cắt đứt liên lạc với người ngoài trong tù là việc làm đối xử vô nhân đạo.
Báo cáo xác định chính quyền tra tấn để lấy thông tin về các hoạt động chính trị và quan hệ của các nạn nhân và những người khác bị xem là chống đối chế độ. Mặc dù được báo nhiều trường hợp tra tấn có bằng cớ, các nhà chức trách chẳng điều tra, ngăn chặn việc làm hay trừng phạt những người chịu trách nhiệm. Ủy ban xét việc tra tấn vừa tái diễn vừa bán chính thức, phán chính phủ Hy Lạp có chính sách tra tấn, là lần đầu một cơ quan nhân quyền quốc tế ra kết luận như vậy.

### Điều 5
Báo cáo trình bày các trường hợp người dân bị tước tự do. Ví dụ: bị trục xuất khỏi Hy Lạp, bị đày đi đảo hay các làng hẻo lánh trong nước, không được nói chuyện với người dân địa phương, phải lên đồn cảnh sát hai lần mỗi ngày, và bị cảnh sát giám sát. Xem xét Điều 5 cùng Điều 15, Ủy ban phán một số biện pháp của chính phủ Hy Lạp hạn chế tự do một cách vô cớ và làm trái Công ước, vì vượt mức tình trạng khẩn cấp cho phép và không do toà án áp đặt. Ủy ban không xét xem chỉ dựa trên Điều 5 việc đày đi nơi khác, hạn chế đi lại hay tịch thu hộ chiếu có được phép hay không, và cũng không định nghĩa rõ ràng khái niệm "tước tự do". Jeffrey Agrest trỏ ra rằng hiến pháp Hy Lạp trước đây có thể không hợp Điều 5 theo cách giải thích của Ủy ban, bởi vì nghi phạm có thể bị giam giữ không phiên toà, cáo trạng hay lệnh đình giam giữ trong một khoảng thời gian trước khi bị buộc tội hoặc được thả.

### Điều 15
Mặc dù có thể dùng tất cả thông tin đang có, trong sách báo, chính thức hay giữ kín, Chính phủ bị cáo vẫn không thể cung cấp bằng chứng mới, tự thân chứng minh chẳng hề có cuộc cướp chính quyền nào của phe cộng sản sẽ xảy ra. 

Lãnh tụ phe đối lập Hy Lạp lưu vong Andreas Papandreou (ở giữa) tại cuộc họp báo ở Amsterdam, ngày 24 tháng 4 năm 1968

Đối với Điều 15, Tiểu ban nghe 30 người và xem xét các tư liệu có liên quan, như tuyên ngôn của các đảng cấp tiến. Chính phủ Hy Lạp cáo buộc Đảng Cấp tiến Dân chủ Thống nhất (EDA) nghiêng về cộng sản, đang thành lập mặt trận bình dân và thâm nhập vào các tổ chức tuổi trẻ để cướp chính quyền. Các nước đệ đơn kiện phản bác, nếu EDA thực sự nguy hại chế độ dân chủ thì chính quyền có thể hạn chế quyền lực của đảng một cách hợp hiến; hơn nữa, đảng ngày càng làm mất lòng cử tri và ngày càng lẻ loi trên chính trường. Sau khi xem xét bằng chứng thì Tiểu ban kết luận phe cộng sản Hy Lạp không còn cố gắng cướp chính quyền nữa và cũng chẳng có đủ phương tiện để thực hiện kế hoạch, tình huống mặt trận bình dân thì không có thật. Ngoài ra, chính sự đàn áp nhanh chóng và có hiệu quả của chế độ chứng minh phe cộng sản "không thể lợi dụng khủng hoảng phối hợp hành động".
Chính quyền Hy Lạp cũng cho rằng cần phải đảo chính do trong nước có "khủng hoảng thể chế" bắt nguồn từ các chính sách sai lầm; các nước nộp đơn nói rằng Hy Lạp không được làm trái Công ước theo Điều 15 chỉ vì không chấp thuận cương lĩnh của một số đảng, cụ thể là Đảng Liên minh Chiết trung và EDA. Tiểu ban xác định hai nhà chính trị của Đảng Liên minh Chiết trung là Georgios và Andreas Papandreou hết lòng ủng hộ chính thể dân chủ hợp hiến, trái ngược với cáo buộc của đối thủ họ. Tiểu ban cũng bác bỏ luận điểm của chính quyền là các cuộc biểu tình và đình công thanh minh cuộc đảo chính, vì những hành vi gây rối trật tự công cộng này không nghiêm trọng hơn hành vi ở những nước châu Âu khác và không quá nguy hiểm để cho phép bất phục Công ước. Tiểu ban có thừa nhận trước cuộc đảo chính bất ổn chính trị và căng thẳng gia tăng, phe cộng sản cùng đồng minh mở rộng địa bàn, một số hành vi gây loạn công cộng, nhưng cho rằng cuộc bầu cử dự định tổ chức vào tháng 5 năm 1967 sẽ làm ổn định được tình hình.
Tiểu ban cũng điều tra xem liệu, ngay cả khi quân đội được đảo chính để phòng trước nguy hiểm sắp xảy ra, chính quyền có được tiếp tục không tuân theo Công ước hay không. Chính quyền Hy Lạp báo cáo có rối loạn diễn ra sau cuộc đảo chính, bao gồm một tổ chức trái luật thành lập và một loạt vụ đánh bom từ tháng 9 năm 1967 đến tháng 3 năm 1969. Một số người cho rằng quân đội đã làm trầm trọng thêm tình trạng hỗn loạn. Tiểu ban rất để ý đến các vụ đánh bom, nhưng phán nhà chức trách có thể kiểm soát tình hình bằng "các biện pháp thông thường".
Ủy ban phán Hy Lạp có trách nhiệm chứng minh có tình trạng khẩn cấp cần phải có các biện pháp đặc biệt. Ủy ban ra quyết định 10–5 rằng vào cả lúc đảo chính lẫn sau này, Hy Lạp không có quyền viện dẫn Điều 15. Hơn nữa, số đông Ủy ban đồng ý là Hy Lạp bất phục Công ước không đúng thủ tục và có cùng trách nhiệm theo Công ước dù là "chính phủ cách mạng" đi nữa. Tuy nhiên, năm uỷ viên phản đối. Một số ý kiến cho thấy người soạn đồng tình với chính phủ Hy Lạp và thậm chí tán thành cuộc đảo chính. Những người khác thì viết rằng một "chính phủ cách mạng" được bất phục Công ước nhiều hơn. Tính đến năm 2019, trong lịch sử của Ủy ban hay Toà án chỉ có vụ Hy Lạp không tán thành một nước viện dẫn Điều 15.
Các nước nộp đơn cũng cáo buộc Hy Lạp lạm quyền, làm trái Điều 17 và 18. Ủy ban không xét xem có vi phạm hay không vì đã phán Hy Lạp làm trái Công ước theo những điều khác khác.

### Những điều khác
Chính quyền lập ra quân luật, tuỳ tiện đình chức thẩm phán, và khép tội người dân vì "hành vi nguy hại an ninh quốc gia và trật tự công cộng", Ủy ban phán có vi phạm Điều 6. Ủy ban phán bản tu chính hiến pháp ngày 11 tháng 7 năm 1967 không trái Điều 7, vì văn bản không được thi hành. Cảnh sát bắt giữ người dân vào ban đêm một cách không cần thiết trong trường hợp không thực sự khẩn cấp, làm đứt khúc cuộc sống gia đình, có vi phạm Điều 8. Chế độ kiểm duyệt báo chí trái Điều 9 và 10. Ủy ban phán có vi phạm Điều 11 bởi vì các hạn chế tự do lập hội không có lợi cho xã hội dân chủ, nhưng để tạo ra "nhà nước cảnh trị". Hy Lạp làm trái Điều 13 vì ngành tư pháp không được độc lập và các cáo buộc tra tấn có bằng cớ không được điều tra. Các nhà chức trách làm trái Điều 14, tước quyền và tự do một cách kì thị.
Ủy ban phán có "vi phạm nghiêm trọng và liên tục" Điều 3 Nghị định thư 1. Chính quyền ngừng bầu cử vô kì hạn, không cho thành lập cơ quan làm luật, cho nên người Hy Lạp không thể tự do bày tỏ chính kiến bằng cách bầu cơ quan lập pháp.

## Khía cạnh chính trị

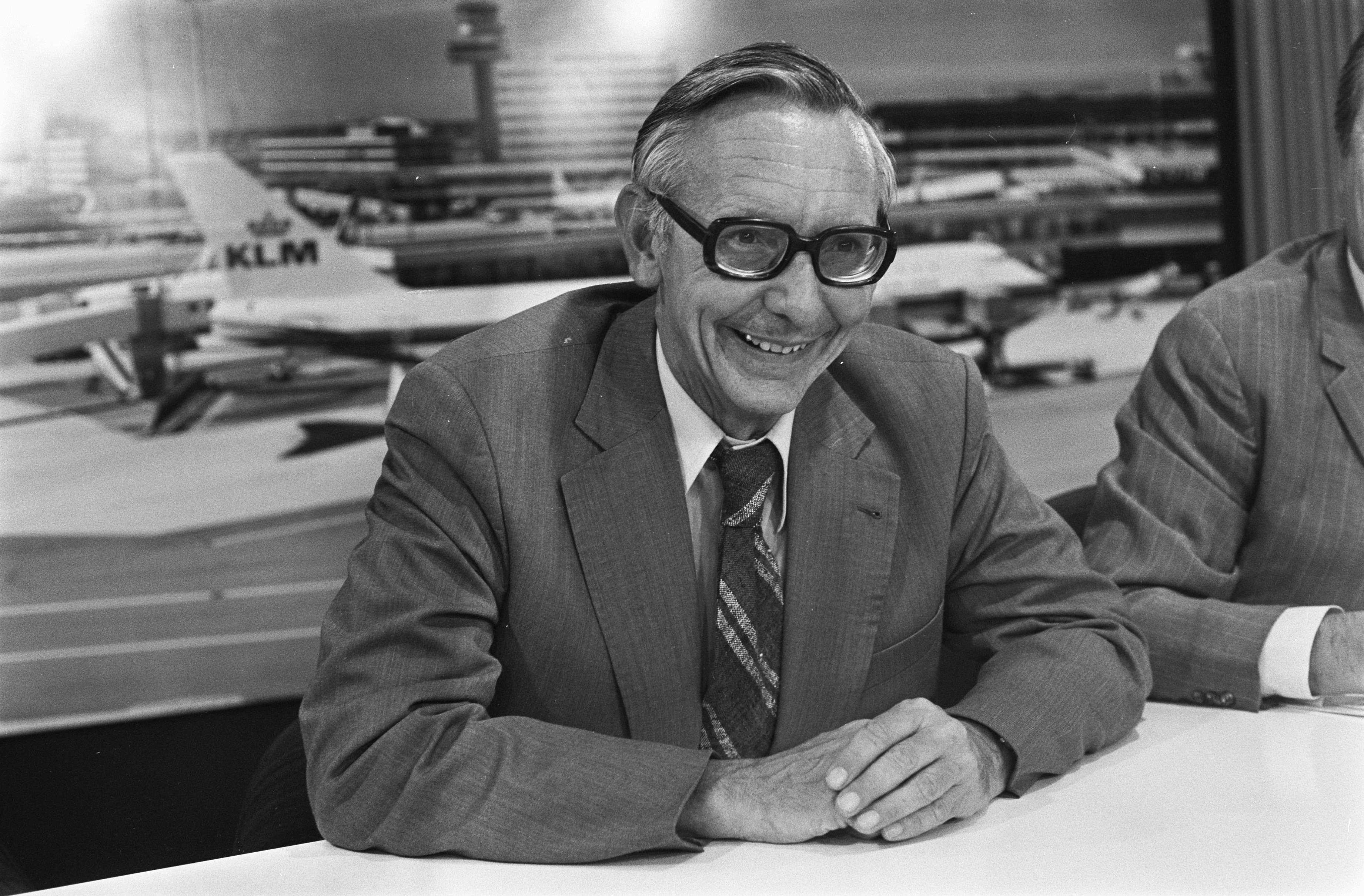
Bộ trưởng bộ Ngoại giao Hà Lan Max van der Stoel họp báo sau khi trở về từ Hy Lạp, ngày 1 tháng 9 năm 1974

Vụ Hy Lạp chia rẽ các nước Ủy hội châu Âu làm hai phe: các nước nhỏ, coi trọng nhân quyền; và các nước lớn, trước hết muốn giữ Hy Lạp trong NATO làm nước đồng minh để chống lại Khối phía Đông. Hoa Kỳ không phản đối chính quyền Hy Lạp và nhúng tay vào vụ kiện để vận động giữ Hy Lạp bên trong Ủy hội châu Âu. Anh, Tây Đức, và Pháp dùng vụ việc để tránh chỉ trích trong nước về quan hệ với chính quyền và lời kêu gọi NATO khai trừ Hy Lạp.
Cùng lúc Ủy ban xem xét vụ kiện, Hội đồng Nghị viện tiến hành điều tra riêng từ năm 1968 đến năm 1969, chỉ định Max van der Stoel làm viên báo cáo để vào Hy Lạp tìm hiểu tình hình. Van der Stoel vừa là nhà chính trị dân chủ xã hội, vừa là người Hà Lan, cho thấy Hội đồng sẽ không khoan nhượng Hy Lạp. Ông lấy thông tin của Ân xá Quốc tế và Thornberry làm nền móng, đến thăm Hy Lạp ba lần vào năm 1968, nhưng chính quyền trách ông điều tra thiếu khách quan và công bằng, cấm cửa. Van der Stoel nhận ra, Hy Lạp giống chế độ độc tài của Tây Ban Nha và Bồ Đào Nha, không hội đủ các điều kiện trở thành nước thành viên của Ủy hội châu Âu, một phần là vì không có pháp trị và bảo vệ các quyền tự do cơ bản; Hy Lạp cũng không còn quốc hội, cho nên không tham gia Hội đồng Nghị viện được.
Ngày 30 tháng 1 năm 1969, Van der Stoel trình báo cáo lên Hội đồng Nghị viện. Bản báo cáo không cần giữ kín và khuyên Ủy hội châu Âu khai trừ Hy Lạp theo Điều 8 Quy chế. Van der Stoel trỏ ra, công việc của ông khác với công việc của Ủy ban, bản báo cáo của ông không xét xem Hy Lạp có làm trái Công ước hay không. Sau khi tranh luận thì Hội đồng Nghị viện thông qua Nghị quyết 547 khuyến nghị khai trừ Hy Lạp khỏi Ủy hội châu Âu. Trong cuộc họp vào ngày 6 tháng 5 năm 1969, Ủy ban Bộ trưởng hẹn tổ chức biểu quyết về nghị quyết trong cuộc họp tiếp theo vào ngày 12 tháng 12 năm 1969. Chính quyền Hy Lạp công khai đe doạ tẩy chay kinh tế các nước bỏ phiếu ủng hộ nghị quyết. Trong 18 nước, Thụy Điển, Đan Mạch, Hà Lan, Luxembourg, Iceland, Thụy Sĩ, và Anh đã báo hiệu sẽ tán thành khai trừ Hy Lạp. Trước đấy không rõ Anh ủng hộ hay phản đối Hy Lạp, nhưng vào ngày 7 tháng 12, Thủ tướng Harold Wilson nói ở Hạ nghị viện rằng chính phủ sẽ bỏ phiếu chống lại chính quyền.

## Hy Lạp thoát Âu

### Rò rỉ
Bản báo cáo bị rò rỉ ngay sau khi được trình lên Ủy ban. Những bài tóm tắt và trích dẫn, tờ báo The Sunday Times đăng lần đầu vào ngày 18 tháng 11, tờ Le Monde vào ngày 30 tháng 11. Giới báo chí đưa tin rộng rãi rằng Hy Lạp làm trái Công ước và có chính sách tra tấn. Báo cáo lặp lại kết luận của những cuộc điều tra khác của Ân xá Quốc tế và Ủy ban Dân chủ Hy Lạp Hoa Kỳ. Dư luận phản ứng dữ dội; trên khắp châu Âu, dân chúng biểu tình chống lại chính quyền. Ngày 7 tháng 12, Hy Lạp gửi công hàm đến Tổng thư ký Ủy hội châu Âu, lên án vụ rò rỉ và cáo buộc Ủy ban hoạt động bất thường và điều tra không công bằng, cho rằng bản báo cáo này "vô nghĩa". Hy Lạp cũng cáo buộc Ủy ban cố ý tiết lộ báo cáo để ảnh hưởng cuộc họp ngày 12 tháng 12. Ban thư ký của Ủy ban chối bỏ đã rỉ bản báo cáo. Sau vụ rò rỉ, đại sứ Anh ở Hy Lạp Michael Stewart khuyên Pipinelis rằng, nếu chính quyền không chịu tuân theo kế hoạch dân chủ hoá cụ thể thì tốt nhất là nên tự nguyện rút khỏi Ủy hội châu Âu.

### Cuộc họp ngày 12 tháng 12
Ngày 12 tháng 12, Ủy ban Bộ trưởng họp ở Paris. Ủy ban không được biểu quyết về báo cáo cho đến ba tháng sau, không bàn bạc bản báo cáo ở cuộc họp. Pipinelis phát biểu lâu, thảo luận nguyên nhân của cuộc đảo chính, những cải cách có thể tiến hành ở Hy Lạp, và các khuyến nghị trong báo cáo. Tuy nhiên, các thành viên Ủy ban đã đọc bản báo cáo, Pipinelis thì không đưa kì hạn tổ chức bầu cử, không ai chịu phục. Trong 18 nước thành viên của Ủy hội châu Âu, 11 ủng hộ nghị quyết kêu gọi khai trừ Hy Lạp; Thổ Nhĩ Kỳ, Síp và Pháp đưa ra nghị quyết để hoãn cuộc bỏ phiếu, những không thành công. Ai cũng thấy Hy Lạp sẽ thua phiếu.
Sau khi chủ tịch Ủy ban bộ trưởng ngoại giao Ý Aldo Moro đề nghị nghỉ ăn trưa thì Pipinelis xin phát biểu. Để giữ thể diện, ông thông báo được chỉ thị của quân đội là Hy Lạp sẽ rời khỏi Ủy hội Châu Âu theo Điều 7 của Quy chế, và bỏ về. Hy Lạp bãi bỏ ba hiệp ước: Quy chế, Công ước và Nghị định thư 1 của Công ước. Nhà sử học Effie Pedaliu cho rằng có lẽ Pipinelis thay đổi 180 độ vì mất sự ủng hộ của Anh.

### Hậu quả
Ủy ban Bộ trưởng thông qua nghị quyết rằng Hy Lạp "làm trái nghiêm trọng Điều 3 Quy chế" và đã rút khỏi Ủy hội châu Âu, cho nên không cần phải đình chỉ hoạt động. Ngày 17 tháng 12 năm 1969, Tổng thư ký công bố công hàm bác bỏ các cáo buộc của Hy Lạp về Ủy ban Nhân quyền. Ngày 15 tháng 4, Ủy ban Bộ trưởng thông qua bản báo cáo, tuyên bố "Chính phủ Hy Lạp không chịu gánh vác các trách nhiệm theo Công ước". Ủy ban trỏ việc vi phạm vẫn tái diễn, cho nên sẽ công bố rộng rãi bản báo cáo và thúc "Chính phủ Hy Lạp lập lại ngay các quyền con người, quyền tự do cơ bản ở Hy Lạp", lập tức dừng tra tấn. Trên thực tế, Hy Lạp lập tức không còn là nước thành viên của Ủy hội châu Âu. Ngày 19 tháng 2 năm 1970, tuyên bố sẽ không tham gia Ủy ban Bộ trưởng nữa vì không còn tự nhận là nước thành viên. Ngày 13 tháng 6 năm 1970, Hy Lạp rời khỏi Công ước, chính thức rời Ủy hội châu Âu vào ngày 31 tháng 12.
Về sau, Pipinelis nói với Ngoại trưởng Hoa Kỳ William Rogers rằng ông tiếc rút Hy Lạp khỏi Ủy hội, vì chỉ khiến cho Hy Lạp càng lẻ loi trên trường quốc tế và tăng thêm sức ép chống lại chính quyền trong NATO. Nhà độc tài Hy Lạp Georgios Papadopoulos ra tuyên bố chửi Ủy ban là "một lũ đồng tính và cộng sản ghét văn minh Hy Lạp" và cảnh cáo các nước phương Tây chớ bước vào Hy Lạp.

### Sách
- Bates, Ed (2010). The Evolution of the European Convention on Human Rights: From Its Inception to the Creation of a Permanent Court of Human Rights. Oxford University Press. ISBN 978-0-19-920799-2.
- Bechlivanou, Georgia (1991). "Greece". Trong Delmas-Marty, Mireille (biên tập). The European Convention for the Protection of Human Rights: International Protection Versus National Restrictions (bằng tiếng Anh). Martinus Nijhoff Publishers. tr. 151–. ISBN 978-0-7923-1283-3.
- Clark, Ann Marie (2010). Diplomacy of Conscience: Amnesty International and Changing Human Rights Norms (bằng tiếng Anh). Princeton University Press. ISBN 978-1-4008-2422-9.
- de Morree, Paulien (2016). Rights and Wrongs Under the ECHR: The Prohibition of Abuse of Rights in Article 17 of the European Convention on Human Rights (bằng tiếng Anh). Intersentia. ISBN 978-1-78068-418-5.
- Dickson, Brice (2010). The European Convention on Human Rights and the Conflict in Northern Ireland (bằng tiếng Anh). Oxford University Press. ISBN 978-0-19-957138-3.
- Dothan, Shai (2014). Reputation and Judicial Tactics: A Theory of National and International Courts (bằng tiếng Anh). Cambridge University Press. ISBN 978-1-107-03113-5.
- Ingelse, Chris (2007). United Nations Committee Against Torture: An Assessment. Martinus Nijhoff Publishers. ISBN 978-90-411-1650-5.
- Janis, Mark W.; Kay, Richard S.; Bradley, Anthony Wilfred (2008). "Strasbourg's Legal Machinery". European Human Rights Law: Text and Materials (bằng tiếng Anh). Oxford University Press. tr. 24–68. ISBN 978-0-19-927746-9.
- Long, Debra (2002). Guide to Jurisprudence on Torture and Ill-treatment: Article 3 of the European Convention for the Protection of Human Rights (PDF) (bằng tiếng Anh). Association for the Prevention of Torture. ISBN 978-2-9700214-3-8.
- Madsen, Mikael Rask (2019). "Resistance to the European Court of Human Rights: The Institutional and Sociological Consequences of Principled Resistance". Principled Resistance to ECtHR Judgments – A New Paradigm? (bằng tiếng Anh). Springer. tr. 35–52. ISBN 978-3-662-58986-1.
- Maragkou, Konstantina (2020). Britain, Greece and The Colonels, 1967–74: A Troubled Relationship (bằng tiếng Anh). Oxford University Press. ISBN 978-1-78738-373-9.
- Nalbadidacis, Janis (2020). "Laboratories of the Conditio Humana: The Role of Communism in Greek and Argentine Torture Centers During Their Last Military Dictatorships". The Palgrave Handbook of Anti-Communist Persecutions (bằng tiếng Anh). Springer International Publishing. tr. 97–116. ISBN 978-3-030-54963-3.
- Pedaliu, Effie G. H. (2020). "A clash of cultures? The UN, the Council of Europe and the Greek dictators". Trong Klapsis, Antonis; Arvanitopoulos, Constantine; Hatzivassiliou, Evanthis; Pedaliu, Effie G. H. (biên tập). The Greek Junta and the International System: A Case Study of Southern European Dictatorships, 1967–74 (bằng tiếng Anh). Routledge. ISBN 978-0-429-79776-7.
- Reidy, Aisling (2003). The Prohibition of Torture: A Guide to the Implementation of Article 3 of the European Convention on Human Rights. Human rights handbooks. Quyển 6. Council of Europe. OCLC 931979772.
- Risini, Isabella (2018). The Inter-State Application under the European Convention on Human Rights: Between Collective Enforcement of Human Rights and International Dispute Settlement (bằng tiếng Anh). Brill. ISBN 978-90-04-35726-6.
- Sikkink, Kathryn (2011). The Justice Cascade: How Human Rights Prosecutions Are Changing World Politics. The Norton Series in World Politics (bằng tiếng Anh). W. W. Norton & Company. ISBN 978-0-393-08328-6.
- The European Commission and European Court of Human Rights (1972). The Greek Case, 1969. Yearbook of the European Convention on Human Rights. Martinus Nijhoff Publishers. ISBN 978-94-015-1226-8.
- Walldorf, C. William (2011). Just Politics: Human Rights and the Foreign Policy of Great Powers (bằng tiếng Anh). Cornell University Press. ISBN 978-0-8014-5963-4.
- Yourow, Howard Charles (1996). "Greek Colonels Case: Derogation Disallowed". The Margin of Appreciation Doctrine in the Dynamics of European Human Rights Jurisprudence (bằng tiếng Anh). Martinus Nijhoff Publishers. tr. 18–19. ISBN 978-0-7923-3338-8.

### Bài học thuật
- Addo, Michael K.; Grief, Nicholas (1998). "Does Article 3 of The European Convention on Human Rights Enshrine Absolute Rights?". European Journal of International Law. Quyển 9 số 3. tr. 510–524. doi:10.1093/ejil/9.3.510.
- Agrest, Jeffrey (1971). "Human Rights and Preventive Detention: the Greek Case". Social Research. Quyển 38 số 2. tr. 298–319. ISSN 0037-783X. JSTOR 40970063.
- Becket, James (1970). "The Greek Case Before the European Human Rights Commission". Human Rights. Quyển 1 số 1. tr. 91–117. ISSN 0046-8185. JSTOR 27878926.
- Buergenthal, Thomas (1968). "Proceedings against Greece under The European Convention of Human Rights". American Journal of International Law. Quyển 62 số 2. tr. 441–450. doi:10.1017/S0002930000102003.
- Coleman, Howard D. (1972). "Greece and the Council of Europe: The international legal protection of human rights by the political process". Israeli Yearbook of Human Rights. số 2. Martinus Nijhoff Publishers. tr. 121–141. ISBN 0792303520. OCLC 1078033270.
- Doswald-Beck, Louise (1978). "What does the Prohibition of "Torture or Inhuman or Degrading Treatment or Punishment" Mean? the Interpretation of the European Commission and Court of Human Rights". Netherlands International Law Review. Quyển 25 số 1. tr. 24–. doi:10.1017/S0165070X00015060.
- Ergec, Rusen (2015). "À Propos de "Les Organes du Conseil de l'Europe et le Concept de Démocratie dans le Cadre de Deux Affaires Grecques" de Pierre Mertens: Le Conseil de l'Europe et la Démocratie dans les Circonstances Exceptionnelles". Revue belge de Droit international (bằng tiếng Pháp). số 1–2. tr. 204–217. ISSN 2566-1906.
- Fernández Soriano, Víctor (2017). "Facing the Greek junta: the European Community, the Council of Europe and the rise of human-rights politics in Europe". European Review of History: Revue européenne d'histoire. Quyển 24 số 3. tr. 358–376. doi:10.1080/13507486.2017.1282432.
- Heri, Corina (2020). "Loyalty, Subsidiarity, and Article 18 ECHR: How the ECtHR Deals with Mala Fide Limitations of Rights". European Convention on Human Rights Law Review (bằng tiếng Anh). Quyển 1 số 1. tr. 25–61. doi:10.1163/26663236-00101001. ISSN 2666-3228.
- Kiss, Alexandre Charles; Végléris, Phédon (1971). "L'affaire grecque devant le Conseil de l'Europe et la Commission européenne des Droits de l'homme" [The Greek case before the Council of Europe and the European Commission of Human Rights]. Annuaire Français de Droit International (bằng tiếng Pháp). Quyển 17 số 1. tr. 889–931. doi:10.3406/afdi.1971.1677.
- Leckie, Scott (1988). "The Inter-State Complaint Procedure in International Human Rights Law: Hopeful Prospects or Wishful Thinking?". Human Rights Quarterly. Quyển 10 số 2. tr. 249–303. doi:10.2307/762144. ISSN 0275-0392. JSTOR 762144.
- Mariniello, Triestino (2019). "Prolonged emergency and derogation of human rights: Why the European Court should raise its immunity system". German Law Journal. Quyển 20 số 1. tr. 46–71. doi:10.1017/glj.2019.3.
- Mertens, Pierre (1971). "Les organes du Conseil de l'Europe et le concept de démocratie dans le cadre des deux affaires grecques" [The organs of the Council of Europe and the concept of democracy in the context of the two Greek cases] (PDF). Revue belge de Droit international (bằng tiếng Pháp). số 1. tr. 118–147. ISSN 2566-1906. Bản gốc (PDF) lưu trữ ngày 18 tháng 6 năm 2021. Truy cập ngày 14 tháng 5 năm 2021.
- Nugraha, Ignatius Yordan (2018). "Human rights derogation during coup situations". The International Journal of Human Rights. Quyển 22 số 2. tr. 194–206. doi:10.1080/13642987.2017.1359551.
- Pedaliu, Effie G. H. (2016). "Human Rights and International Security: The International Community and the Greek Dictators". The International History Review. Quyển 38 số 5. tr. 1014–1039. doi:10.1080/07075332.2016.1141308. S2CID 155986136.
- Stelakatos-Loverdos, Michalis K. (1999).  « ελληνική υπόθεση» στο Συμβούλιο της Ευρώπης: Η διεθνής προστασία των ανθρωπίνων δικαιωμάτων στην Ελλάδα μετά την 21 η Απριλίου 1967 ως αντικείμενο διεθνούς διαφοράς [The "Greek case" in the Council of Europe: The international protection of human rights in Greece after ngày 21 tháng 4 năm 1967 as an object of international dispute]. Ελληνική Επιθεώρηση Πολιτικής Επιστήμης (bằng tiếng Hy Lạp). Quyển 14. tr. 117–139. doi:10.12681/hpsa.15163. ISSN 2585-3031.
- Turkut, Emre (2018). "Accommodating Security Imperatives v. Protecting Fundamental Rights". Security and Human Rights. Quyển 28 số 1–4. tr. 62–91. doi:10.1163/18750230-02801002.
- Tyagi, Yogesh (2009). "The Denunciation of Human Rights Treaties". British Yearbook of International Law. Quyển 79 số 1. tr. 86–193. doi:10.1093/bybil/79.1.86.